# Битва під Бродами та Берестечком

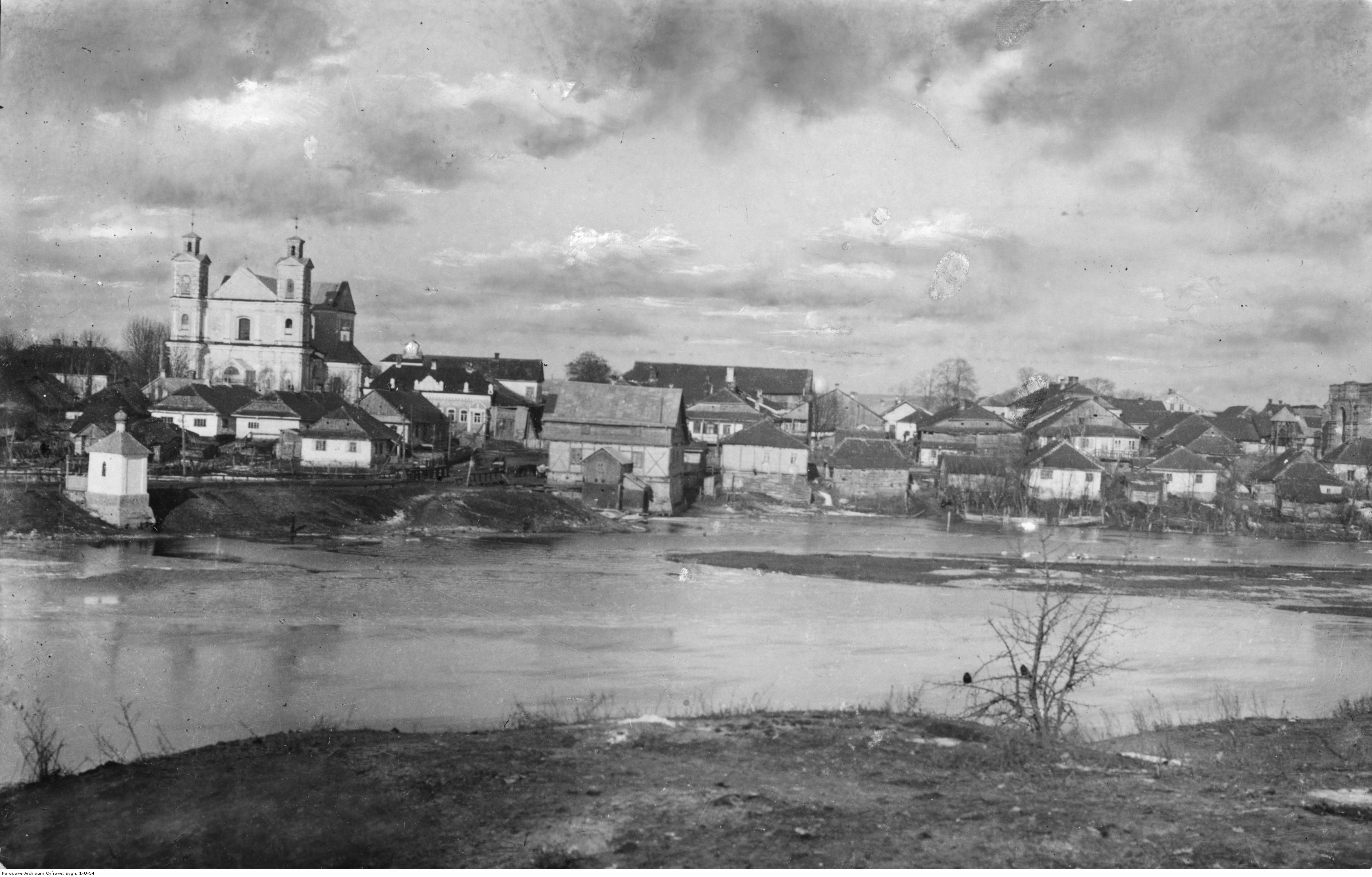
Берестечко Волинського воєводства — панорама міста з боку річки Стир

Битва під Бродами та Берестечком — битва 2-ї польської армії та частин 6-ї армії, що тривала з 29 липня 1920 року по 3 серпня 1920 року з першою кінною армією Семена Будьонного під час польсько-радянської війни.

## Бойове планування
Наприкінці липня 1920 року Верховне командування Війська Польського планувало атакувати праве крило наступаючих російських військ Михайла Тухачевського. Атаку мали здійснити війська Південно-Східного фронту генерала Едварда Ридз-Сміглого. Завдяки розгрому 1-ї кінної армії Будьонного вдалося досягти успіху. 1-ша піхотна дивізія легіонів у складі 3-ї армії, 2-га кавалерійська дивізія, яка разом із 1-ю кавалерійською дивізією мала створити кавалерійську оперативну групу під командуванням генерала Яна Савицького, а також 18-та піхотна дивізія з 10-ю піхотною бригадою підпорядковані їй, мали співпрацювати з 2-ю армією.
План передбачав наступ головних сил 2-ї армії з Берестечка на Броди — Радивилів, на праве крило і в тил військ Будьонного. 18-а стрілецька дивізія і 10-та стрілецька бригада повинні були активно вступити в бій з частиною сил противника на південно-західному боці.
У цей час командувач Південно-Західним фронтом Росії Олександр Єгоров наказав силам 1-ї кінної армії Будьонного захопити Львів. Його дивізії знайшли шпарину між 2-ю та 6-ю арміями, форсували Стир, а 4-та і 11-та кавалерійські дивізії наступали в напрямку Кам'янки Струмілової. Північне крило Кінної армії захищала 24-та стрілецька дивізія, що вела бої під Луцьком, а південне — 45-та стрілецька дивізія.

## Хід битви
Наступ 2-ї армії мав розпочатися 29 липня, але до цього дня війська не закінчили зосередження сил. У призначений час рушили тільки частина 2-ї армії. Зліва 1-а піхотна дивізія легіонів форсувала Стир і відкинула війська радянської 14-ї кавалерійської дивізії від річки. 1-й та 6-й піхотні полки легіонів оволоділи Княгининим. Атака 4-ї кавалерійської бригади на правому фланзі не мала успіху. Радянські 4-та та 6-та кавалерійська дивізія змусила її зайняти групу оборони за р. Сидолівка. Увечері командир 1-ї кавалерійської дивізії полковник Юліуш Руммель посилив праве крило бригади 14-м уланським полком. 12-й піхотний полк, що перебував у центрі атаки 2-ї армії, закріпився на східному березі Стиру. О 14-й годині військові 1-го Кречовецького та 9-го уланських полків також форсували річку. До вечора кавалерія оволоділа Митницею. Наприкінці дня полковник Руммель, порадившись з командувачем 2-ї армії, частково змінив план дій. Він наказав командиру 4-ї піхотної дивізії цілковито утримувати лінію Сидолувки, а в цей час 3-тя та 6-та кавалерійські бригади 1-ї кавалерійської дивізії переправилися на західний берег Стиру біля Грималівки, щоб атакувати тил радянських військ, які утримували Сидолівку.
30 липня на світанку лише 6-а кавалерійська бригада почала наступ і разом з 1-м та 20-м піхотним полками захопила Грималівку. Противник використовував обхід і загрожував тилу бригади з напрямку Лешніва. У цей час на поле бою прибували військові полку 3-ої кавалерійської бригади Стефана Стшеменського, а його 9-й уланський полк прикривав тил 6-ої піхотної дивізії. Одночасно 1-й уланський полк з батальйоном 20-го піхотного полку атакував від Грималівки вздовж валу в напрямку Щуровичів і в рукопашному бою захопив його, після чого ескадрони переслідували ворога до Стемільча та Завидче та згодом взяли під контроль переправу на Стирі. Проте зі сходу наступали війська радянської 6-ї кавалерійської дивізії. Їх стримували 9-й уланський полк з двома ескадронами 1-го уланського полку за підтримки батареї 6-го кінно-артилерійського дивізіону. 3-тя кавалерійська бригада затрималася в дорозі й прибула лише близько 17 години, до того ж, бойові підрозділи повідомили, що у них закінчуються боєприпаси. Тому полковник Руммель наказав відступити до Берестечка. 4-та кавалерійська бригада (єдина в обороні) не витримала натиску козаків і ввечері відійшла на лінію Дзіковіна — Смолява — Лобачівка .
На лівому крилі 2-ї армії 1-й дивізійний легіон вів успішні бої під Демидівкою. Радянська 14-та кавалерійська дивізія була розгромлена настільки, що більше не брала участі в боях під Берестечком. На півдні польського ударного угруповання в бій проти козаків вступили частини 6-ї армії. Від Красного та Ожидова в напрямку Полоничної та Топорова наступали 26-та піхотна бригада та 19-й піхотний полк. Частини радянської 11-ї кавалерійської дивізії були розгромлені поляками. Однак атаки 25-ї та 10-ї піхотних дивізій не мали успіху. Радянська 45-та стрілецька дивізія обороняла свої позиції під Бродами.
У зв'язку з несприятливим перебігом боїв командуювач Південно-Східним фронтом генерал Ридз-Сміглий віддав наказ про перегрупування польських сил. Оперативна група кавалерії генерала Савицького у складі 1-ї кавалерійської дивізії, 4-ї кавалерійської бригади, 3-го та 11-го уланських полків мала перегрупуватися в районі Собачевська, Смолава та Мерви й відтіснити ворожі сили, які проникли на північний берег Сидолувки. В цей час 5-й та 17-й уланський полки мали бути готові до наступу на Дружкополь. 6-та піхотна дивізія мала зайняти район Смолава — Дзіковіна, залишивши розвідників на лінії Стир від Вербена до Міколаюва, а 1-ша піхотна дивізія мала відійти на західний берег Стиру і зайняти ділянку від Вербена до Тарговіці.
Тому вся кавалерійська оперативна група зібралася 31 липня біля річки Безіменна для наступу на південь уздовж західного берега Стиру. 6-та піхотна дивізія мала атакувати від Берестечка вздовж східного берега Стиру в напрямку Лешніва — Щуровичів. Таким чином було здобуто локальну перевагу. Три польські дивізії були згруповані навпроти розташування радянської 6-ї кавалерійської дивізії. Увечері 31 липня командувач 2-ї армії видав оперативний наказ, у якому говорилося: Кавалерійська група форсує Сидолувку в районі Миколаєва та Скриголова і наступає на Щуровичі та Лешнів, діючи на західному крилі та в тилу ворога; 6-та піхотна дивізія атакуватиме від Берестечка на південь у напрямку Митниці — Лешніва; 1-а піхотна дивізія легіону мала прикривати ліве крило наступальної групи.
Події 1 — 2 серпня
1 серпня Військо Польське відновило наступальні дії. Десятигодинний бій за Лешнів проти частин радянської 6-ї кавалерійської дивізії успішно провів 12-й піхотний полк капітана Францішека Альтера. Проте ліве крило 6-ї піхотної дивізії застрягло під Митницею. Атака 36-ї стрілецької бригади також нічим не увінчалася. Лопатин обороняла радянська 11-та кавалерійська дивізія. 1-а піхотна дивізія Польського легіону продовжувала успішні бої, сковуючи сили більшовицької 24-ї стрілецької дивізії. Проте головний удар здійснила оперативна група кавалерії генерала Савицького. Її 1-й та 2-й дивізії перетнули Сидолувку і дійшли до Щуровичів на лівому крилі. Поблизу Mиколаєва 9-й, 11-й та 14-й уланські полки змусили 6-ту кавалерійську дивізію відступити, а 4-та кавалерійська бригада, посилена 1-м уланським полком, наступала на Лопатин та захопила його вже у сутінках разом із таборами 11-ї кавалерійської дивізії. Таким чином 4-та кавалерійська бригада опинилася в тилу радянського 11-ї дивізії, якій доводилося наступати з частинами 18-ї піхотної дивізії генерала Францішека Крайовського.
Увечері командувач 2-ї армії віддав наказ на наступний день. Частина кавалерійської оперативної групи мала переслідувати противника через Лашкув — Станіславчик, намагаючись його знищити, а основна частина сил групи мала вести наступ через Щуровичі на схід, потім через Сестратин на Радзивілів у напрямку Редьки — Хотин та Сестратин — Радзівілов. 6-та піхотна дивізія під час нічної атаки мала здобути Броди, а 1-ша піхотна дивізія легіонів в ході нічної атаки — Редьків та Хотинь. Основним завданням визначався захист північного флангу кавалерійської групи та 6-ї піхотної дивізії.
У ніч з 1 на 2 серпня козаки напали на Лопатин. Сили 4-ї кавалерійської бригади зосередилися біля Кустина, залишивши два ескадрони 1-го уланського полку біля Лопатина. На світанку було помічено довгі колони більшовицької кінноти, які мчали галопом через Лопатин у бік лісів над Стиром. Уранці 2 серпня 6-та стрілецька дивізія почала наступ на Броди. Вони йшли двома колонами: через Лешнів — Білявці та через Корсів — Шнирів. Після безперервних боїв було захоплено Берлін, Комушків та Шнирів. Таким чином більшовикам було заблоковано відступ від Станіславчика до Бродів. Командир дивізії генерал Мечислав Лінде, мав намір штурмувати Броди після настання темряви або в ніч з 2 на 3 серпня. Кавалерійська група у складі двох дивізій вирушила в атаку від Щуровичі через Хотин і ввечері зайняла Радзивілів. 1-ша піхотна дивізія вела успішні бої за Редьків та Хотин з бригадою радянської 45-ї стрілецької дивізії. 4-та кавалерійська бригада зіткнулася з більшими силами ворога біля Лопатина, який рухався на північний схід. Вона успішно боролася з ними і увійшла в Лопатин. У той же час 36-та бригада піхоти наступала на Лопатин з півдня. Взяття Лопатина призвело до налагодження тактичного зв'язку між частинами 2-ї та 6-ї польських армій. Кавалерійська оперативна група продовжувала атаку, форсувала річку Стир у Щуровичах та захопила Радзивілів. 6-та піхотна дивізія наближалася до Бродів з півночі, загрожуючи перекрити шляхи відступу радянським 11-й піхотній дивізії, а також 4-ї кавалерійської дивізії та частин 6-ї кавалерійської дивізії. Головні сили 1-ї Кінної армії опинилися під загрозою оточення.
Припинення нападу
Успіхи польських військ підвищили моральний дух військовиків. Очікувався подальший наступ і розгром Армії Семена Будьонного. Утім, на інших ділянках фронту становище польської армії було трагічним. Берестейська фортеця була несподівано швидко захоплена більшовиками. План наступу в фланг військ Тухачевського з боку Берестя вже не був можливим. Увечері 2 серпня головком припинив наступ. За наказом маршала Пілсудського 3 серпня 2-га армія відступила за Стир. 6-та піхотна дивізія відійшла до Щуровичів на світанку 3 серпня. Командир оперативної групи кавалерії отримав наказ лише на світанку. Він віддав наказ зосередити 2-й бригаді у Білавах та 1-й — в Безодні, з наміром наступати звідти на Болдури, Берлін чи Броди. Радянська 4-та кавалерійська дивізія слідом за відступаючою 6-ю піхотною дивізією о 13:00 атакувала 2-у піхотну дивізію, що переправлялася через болота біля Клекотова, і завдала їй великих втрат. 1-ша кавалерійська дивізія, яка все ще стояла в районі Михалівки та Крупця, також була під загрозою розгрому чи оточення. Командир групи наказав 1-й піхотній дивізії відійти через Хотин до Щурович.
На Броди наступали лише 4-та кавалерійська бригада та 18-та піхотна дивізія. 36-та дивізія атакувала з південного заходу, а 35-та разом з 10-ю дивізіями з південного сходу. 36-та атакувала по осі Станіславчик — Броди, а 35-та по осі Олесько — Чишки — Заблоце — Голосковіце — Гає Старобродське. Близько 17 години 36-та дивізія зайняла залізничну станцію в Бродах, а через дві години й саме місто. 4-та кавалерійська дивізія РСЧА залишила місто. Незважаючи на ці успіхи, радянські частини все ще міцно тримали оборону в лісах на північ від міста, весь час обстрілюючи Броди сильним артилерійським вогнем. У ніч з 3 на 4 серпня 145-й та 49-й піхотні полки наступали по дорозі Броди-Радзівіл. Підтримана вогнем 18-ї батареї атака розсіяла частини 1-ї Кінної армії, що зібралися під Бродами, і дала змогу 18-й піхотній дивізії відступити за Стир.

## Наслідки
Битва під Берестечком та Бродами не надала її учасникам чітких результатів. Польським військам не вдалося оточити і знищити 1-шу кінну армію Будьонного, але вони завдали їй великих втрат. Вони на кілька днів затримали похід Семена Будьонного до Львова, що сприяло відходу частини частин з фронту до битви на Віслі. За словами Францішека Арцішевського, передчасний наказ про відведення частин 2-ї армії позбавив поляків наслідків перемоги в генеральній битві. Сили РСЧА не були знищені, поляки їх лише відкинули. В останній момент радянські війська завдати великих втрат 2-й кавалерійській дивізії. Після атаки 18-ї піхотної дивізії ворог 5 серпня відійшов від Бродів у бік Кшеменця.